# Orangenabelinge
Die Orangenabelinge (Loreleia) sind eine Pilzgattung aus der Ordnung der Borstenscheiblingsartigen mit unklarer Familienzugehörigkeit, deren Arten nabelingsartige Fruchtkörper mit freudig orangefarbenen und hygrophanen Hüten bilden. Trotz der Ähnlichkeit mit den Nabelingen (Omphalina s. str.) sind die Loreleien mit ihnen nicht näher verwandt. Zur Nachbarschaft zählen beispielsweise der ebenso freudig orange pigmentierte Orangerote Heftelnabeling (Rickenella fibula), aber auch Pilze mit völlig anderen Fruchtkörpertypen wie zum Beispiel der Blutrote Borstenscheibling (Hymenochaete cruenta) oder das Purpurne Zystidenkeulchen (Alloclavaria purpurea).
Die Typusart der Orangenabelinge ist der Orangerote Orangenabeling (Loreleia postii).

## Merkmale

### Makroskopische Merkmale
Der gewölbte bis ausgebreitete, niedergedrückte Hut hat eine glatte Oberfläche und einen abgerundeten oder geraden Rand. Der Durchmesser beträgt 2 bis 25 mm. Je nach Feuchtigkeit ändert sich die Hutfarbe (hygrophan) und die Lamellen auf der Unterseite scheinen mehr oder weniger als Riefen durch die orangefarbene Huthaut. Die eher dicken als dünnen Lamellen laufen am Stiel herab, haben einen mittleren bis entfernten Abstand zueinander und eine weiße bis gelbliche Farbe. Das Sporenpulver macht einen weißen Abdruck. Der 5 bis 70 mm lange und 0,5 bis 2 mm dicke Stiel hat eine glatte und an der Spitze eine bereifte Stielrinde und ist orange gefärbt. Sowohl der Geruch als auch der Geschmack sind unspezifisch.

### Mikroskopische Merkmale
Die Sporen sind glatt, dünnwandig und durchsichtig (hyalin). Sie zeigen unter der Zugabe von Iodreagenzien keine Farbreaktion, lassen sich nicht mit Baumwollblau anfärben (acyanophil) und verfärben bei Kontakt mit in Wasser gelöstem Kresylblau nicht rötlich oder violett (nicht metachromatisch). Die Sporenständer (Basidien) entwickeln jeweils (2–)4 Sporen. Zystiden an den Lamellen (Cheilo- und Pleurozystiden) fehlen, ebenso auf dem Hut (Pileozystiden). Auf der Stielrinde sind sie (Caulozystiden) dagegen vorhanden. Die Hutdeckschicht (Pileipellis) ist als Cutis aufgebaut. Die Pilzfäden (Hyphen) haben im gesamten Fruchtkörper keine Schnallen an den Querwänden (Septen).

## Ökologie und Phänologie

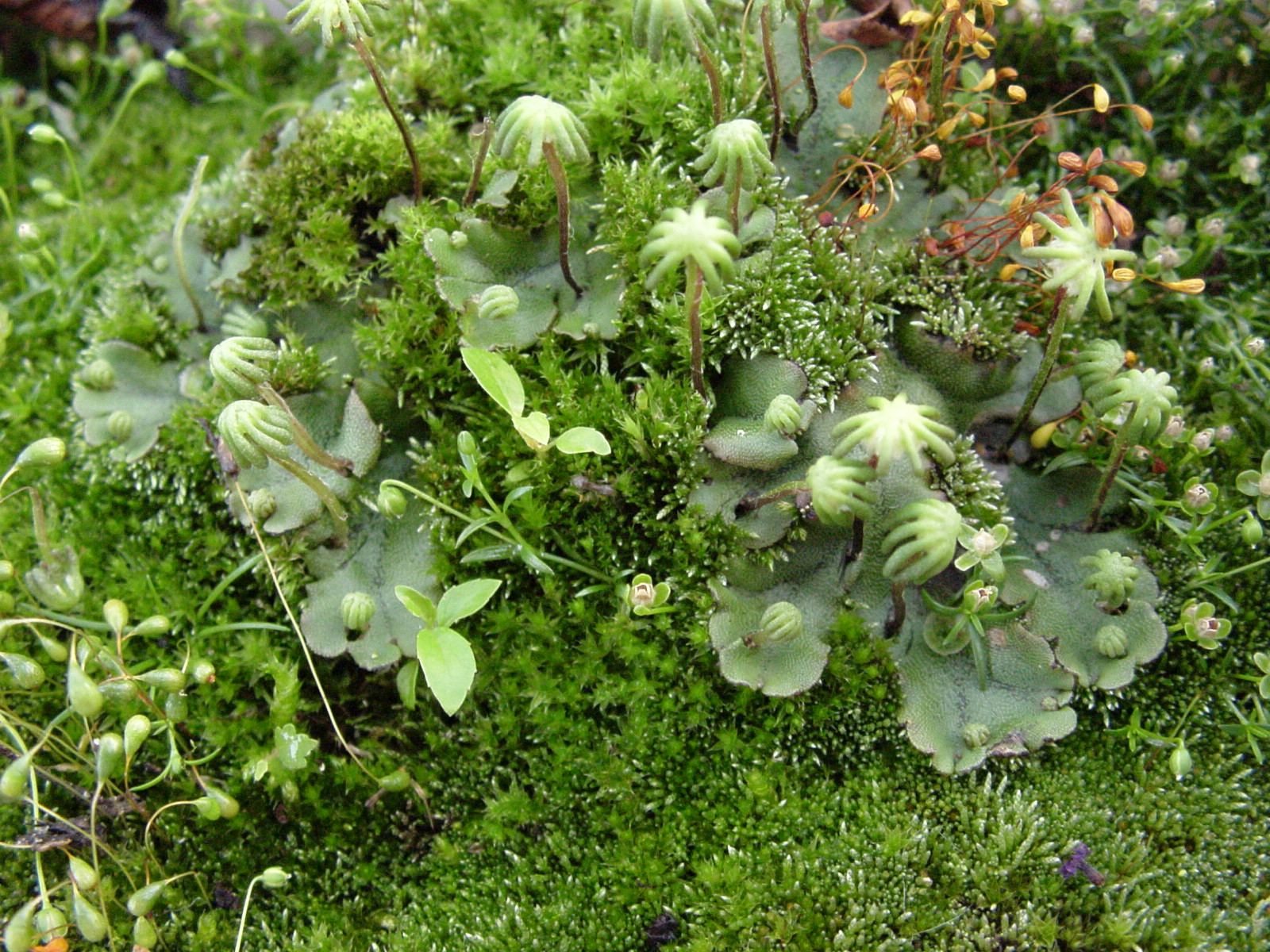
Das Brunnen-Lebermoos (Marchantia polymorpha) ist ein Symbiosepartner des Lebermoos-Orangenabelings (Loreleia marchantiae).

Orangenabelinge leben entweder saprobiontisch an Moosen oder sind nur zusammen mit Lebermoosen lebensfähig. In letzterem Fall dringt der Pilz in die Rhizoiden des Lebermooses ein und vermag mit ihm eine Art von Symbiose zu bilden. Allerdings hatte der Lebermoos-Orangenabeling (Loreleia marachtiae) in Reinkultur das geimpfte Brunnen-Lebermoos (Marchantia polymorpha) abgetötet; im Gegensatz zu natürlichen Vorkommen ohne Nekrosen.
Die Fruchtkörper erscheinen vom Frühjahr bis in den Herbst hinein.

## Arten
Für Europa sind 3 Taxa bekannt bzw. zu erwarten.
| Loreleien (Loreleia) in Europa |                         |                                               |
| \| Deutscher Name \| Wissenschaftlicher Name \| Autorenzitat \| \| -------------------------------------- \| ----------------------- \| --------------------------------------------- \| \| Lebermoos- oder Kleiner Orangenabeling \| Loreleia marchantiae \| (Singer & Clémençon 1971) Redhead et al. 2002 \| \| Orangeroter oder Großer Orangenabeling \| Loreleia postii \| (Fries 1863) Redhead et al. 2002 \| \| \| Loreleia roseopallida \| (Contu 1989) Redhead et al. 2002 \| |                         |                                               |
| Deutscher Name | Wissenschaftlicher Name | Autorenzitat                                  |
| Lebermoos- oder Kleiner Orangenabeling | Loreleia marchantiae    | (Singer & Clémençon 1971) Redhead et al. 2002 |
| Orangeroter oder Großer Orangenabeling | Loreleia postii         | (Fries 1863) Redhead et al. 2002              |
| | Loreleia roseopallida   | (Contu 1989) Redhead et al. 2002              |

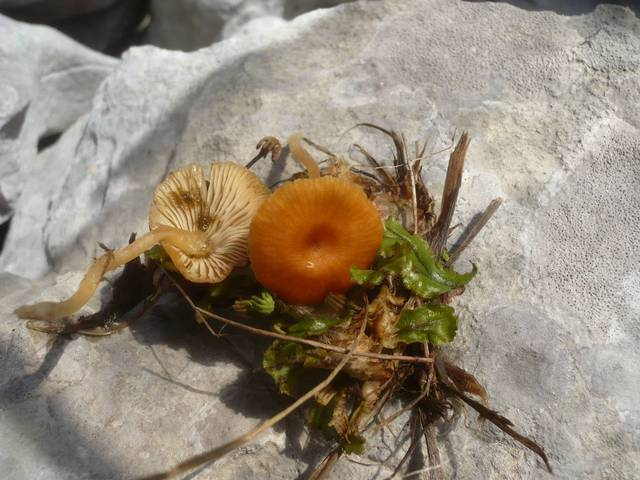
Lebermoos-Orangenabeling Loreleia marchantiae
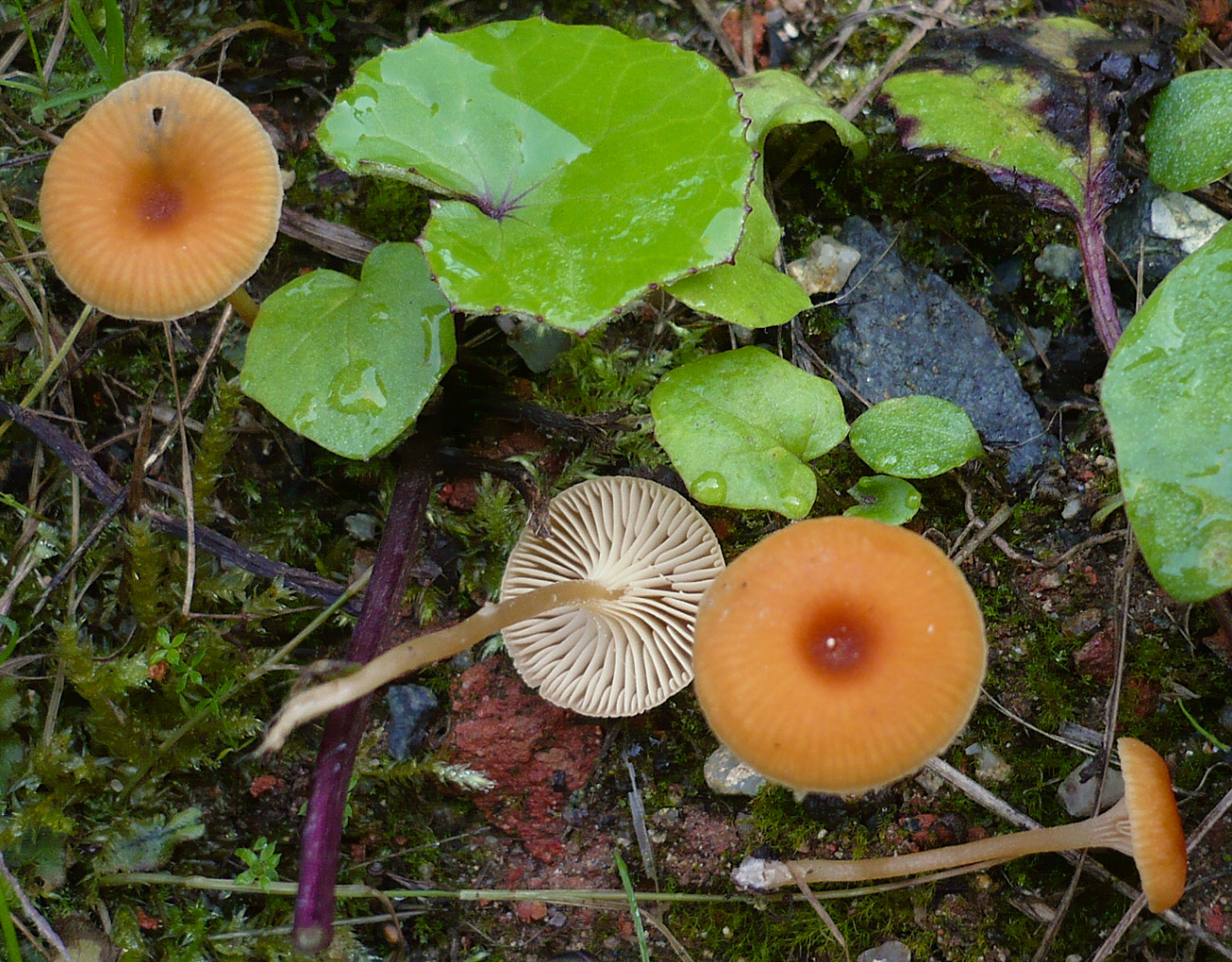
Orangeroter Orangenabeling Loreleia postii

## Namensherkunft
Die wissenschaftliche Gattungsbezeichnung „Loreleia“ steht in keinem Zusammenhang mit dem bekannten Schieferfelsen am Mittelrhein (siehe Loreley), sondern ist der amerikanischen Mykologin Lorelei Lehwalder Norvell für ihre Forschungsarbeit mit nabelingsartigen Blätterpilzen gewidmet.